# Aiguamúrcia
Aiguamúrcia là một đô thị trong ‘‘comarca’’ Alt Camp, Tarragona, Catalonia, Tây Ban Nha.

## Biến động dân số
| Đô thị                          | Người. |
| ------------------------------- | ------ |
| Aiguamúrcia                     | 65     |
| Albà, l'                        | 28     |
| Ordres, les                     | 8      |
| Pla de Manlleu, el              | 125    |
| Planeta, la                     | 0      |
| Pobles, les                     | 166    |
| Santes Creus                    | 146    |
| Urbanització el Mas d'en Perers | 99     |
| Urbanització els Manantials     | 82     |
| Tổng                            | 719    |